# بو (فرانسه)
بو (فرانسه) (به فرانسوی: Bou) یک کمون در فرانسه است که در Canton of Chécy واقع شده‌است.

## خصوصیات
بو ۶٫۲۹ کیلومترمربع مساحت و ۸۹۵ نفر جمعیت دارد.